# Sucha Dolina (Piwniczna-Zdrój)
Sucha Dolina – część miasta Piwniczna-Zdrój w województwie małopolskim, w powiecie nowosądeckim, gminie miejsko-wiejskiej Piwniczna-Zdrój. Znajduje się w górnej części potoku Czercz, w dolinie u północno-wschodnich zboczy szczytu Okrúhla (958 m), powyżej osiedla Kosarzyska, a poniżej osiedla Obidza. Przez Suchą Dolinę prowadzi z centrum Piwnicznej Zdroju droga asfaltowa ślepo kończąca się na Obidzy. Zabudowania obydwu osiedli rozłożone są wzdłuż drogi.
Sucha Dolina była ośrodkiem narciarskim. Swego czasu działo w nim 9 wyciągów narciarskich. Razem z dwoma znajdującymi się w niżej położonych Kosarzyskach jest to 11 wyciągów o łącznej długości 4 km. Ich przepustowość wynosi łącznie 5200 narciarzy na godzinę. Mogą oni zjeżdżać z tras zjazdowych o łącznej długości ponad 10 km. Najdłuższa z nich ma długość 1,5 km przy różnicy wzniesień 218 m. Trasy zjazdowe są naśnieżane, część z nich jest oświetlona.
W Suchej Dolinie są parkingi, hotel, restauracja.